# Reddingshaak
Een reddingshaak is een reddingsmiddel dat gebruikt wordt om contact te maken met drenkelingen in het water. Reddingshaken hangen vaak duidelijk zichtbaar bij een brug of een kademuur.

## Opbouw
Een reddingshaak is vaak felgekleurd, zoals rood, oranje, geel of rood-wit geblokt. De stelen van reddingshaken zijn tussen de 3 en 8 meter lang en gemaakt van roestvast licht metaal (zoals aluminium), fiberglas of hout (vaak essenhout of van Noorse spar). Langs de houten stelen loopt een metalen draad die verbonden is met de haak en die voor extra stevigheid zorgt, mocht de steel breken. Aan het eind van de houten steel zit meestal een verdikking voor extra grip. Op de haken zit een dun laagje metaal, ze zijn hierdoor gegalvaniseerd. De haken zijn half tot driekwart rond en hebben een diameter van 50 centimeter.

## Leshaken
Reddingshaken worden vaak aangezien voor leshaken, maar andersom gebeurt ook. Echter, leshaken zijn niet speciaal gemaakt voor het redden van slachtoffers in het water, daar waar reddingshaken dat wel zijn. Leshaken zijn daarom ook hulpmiddelen. Het verschil tussen een leshaak en een reddingshaak is dat een leshaak korter is, halfrond, niet felgekleurd en de diameter is vaak ook kleiner. De werking van een leshaak en een reddingshaak is vaak ook anders.